# Douglas Diamond
Douglas Warren Diamond (sinh năm 1953) là giáo sư tài chính tại Đại học Chicago Booth School of Business. Ông chuyên nghiên cứu về trung gian tài chính, các cuộc khủng hoảng tài chính, và tính thanh khoản. Ông là cựu chủ tịch của Hiệp hội Tài chính Hoa Kỳ và Hiệp hội Tài chính Phương Tây, thành viên của Hiệp hội Kinh tế lượng, Người Mỹ Học viện Khoa học và Nghệ thuật, và Hiệp hội Tài chính Hoa Kỳ. Cùng với Ben Bernanke và Philip H. Dybvig, đã trở thành người đồng nhận Giải thưởng Tưởng niệm Nobel về Khoa học Kinh tế vào năm 2022

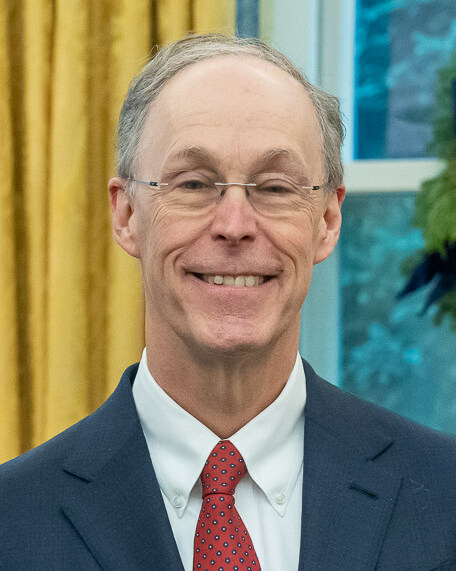
Douglas Diamond

Diamond được biết đến nhiều nhất với công trình nghiên cứu các cuộc khủng hoảng tài chính và điều hành ngân hàng, đặc biệt là mô hình Diamond – Dybvig có ảnh hưởng được xuất bản năm 1983 và mô hình Diamond về giám sát ủy quyền xuất bản năm 1984. Ông được Thomson Reuters đưa vào danh sách là một trong những "nhà nghiên cứu có khả năng tranh giành danh hiệu Nobel dựa trên tác động trích dẫn của nghiên cứu đã xuất bản của họ". Năm 2016, ông đã được trao Giải thưởng CME Group - MSRI về Ứng dụng Định lượng Sáng tạo.

## Education
Năm 1975, Diamond tốt nghiệp Đại học Brown với bằng cử nhân kinh tế. Năm sau, và năm 1977 Diamond lấy bằng thạc sĩ, và cuối cùng là tiến sĩ kinh tế năm 1980 từ Đại học Yale.